# أحمد الشهابي
أحمد بن حيدر الشهابي هو أحد أمراء جبل لبنان من آل شهاب، وابن الأمير حيدر الشهابي وأخو الأميرين منصور الشهابي وملحم الشهابي، وهو والد الأمير المؤرخ حيدر بن أحمد الشهابي، استطاع تولي الحكم مشاركتةً مع أخيه منصور الشهابي في الفترة بين 1754 و1762، بعد مرض أخيهما ملحم الشهابي، وحكما معًا حتى استطاع منصور الإطاحة بأخيه أحمد في 1763.

## أسرته ونسبه
هو ابن الأمير حيدر الشهابي ثالث أمراء آل شهاب، وأخو الأمير ملحم الشهابي رابع أمراء آل شهاب، والأمير منصور الشهابي الذي حكم بالاشتراك معه ثم أطاح به، وهو والد الأمير المؤرخ حيدر بن أحمد الشهابي، ومن نسل أمير المعنيين فخر الدين المعني الثاني. كان حيدر الشهابي مسلمًا سنيًا، ووالدته تنتمي إلى الدروز، بسبب هذه العلاقة مع الدروز كان بمثابة زعيمًا بارزًا لعشائر الدروز في جبل لبنان. وعمومًا فإن ديانة أمراء آل شهاب تُعتبر لغزًا محيرًا عند المؤرخين، حيث لم يستطع أحد إثبات شيء. فاعتنق البعض من الشهابيين المسيحية دينًا، ومما هو متوافق عليه من أسباب تحولهم، هو التأثير الذي خضعوا له من قبل مربيهم ومستشاريهم المسيحيين منذ طفولتهم، وعيشهم في جبل لبنان ذي الأغلبية المسيحية المارونية والدرزية، فشكلت كل هذه العناصر برودا لعلاقتهم مع دين آبائهم وأجدادهم أي الإسلام.

## سيرته
في 1753 أصبح ملحم مريضًا، وانتزع منصور وأحمد السلطة بمعاونة عشائر الدروز، واضطر ملحم للتنازل عن السلطة لهما، حيث حكما معًا بالاشتراك في 1754، بعد ذلك حاول ملحم وابن أخيه قاسم الشهابي الإطاحة بمنصور وأحمد، ولكن لم ينجحا. توفي ملحم في 1759. ودفن في جامع الأمير منذر التنوخي.
انقلب منصور وأحمد ضد بعضهم البعض في صراع على السلطة عام 1763، واستطاع منصور الإطاحة بأخيه بدعم من عشيرة جنبلاط الدرزية، وفر أحمد من منطقة قضاء الشوف إلى مختارة. ووُضع أحمد تحت الإقامة الجبرية في دير القمر.